# Чест Тауншип (округ Клірфілд, Пенсільванія)
Чест Тауншип (англ. Chest Township) — селище (англ. township) в США, в окрузі Клірфілд штату Пенсільванія. Населення — 511 особа (2020).

## Демографія
Згідно з переписом 2010 року, у селищі мешкало 515 осіб у 207 домогосподарствах у складі 148 родин. Було 289 помешкань
Расовий склад населення:
| - 99,4 % — білих - 0,2 % — чорних або афроамериканців |

До двох чи більше рас належало 0,4 %. Частка іспаномовних становила 0,6 % від усіх жителів.
За віковим діапазоном населення розподілялося таким чином: 20,0 % — особи молодші 18 років, 62,9 % — особи у віці 18—64 років, 17,1 % — особи у віці 65 років та старші. Медіана віку мешканця становила 45,0 року. На 100 осіб жіночої статі у селищі припадало 99,6 чоловіків;  на 100 жінок у віці від 18 років та старших — 96,2 чоловіків також старших 18 років.
Середній дохід на одне домашнє господарство  становив 52 260 доларів США (медіана — 43 250), а середній дохід на одну сім'ю — 60 335 доларів (медіана — 50 500). Медіана доходів становила 50 208 доларів для чоловіків та 35 833 долари для жінок. За межею бідності перебувало 14,3 % осіб, у тому числі 11,4 % дітей у віці до 18 років та 8,3 % осіб у віці 65 років та старших.
Цивільне працевлаштоване населення становило 234 особи. Основні галузі зайнятості: освіта, охорона здоров'я та соціальна допомога — 25,6 %, роздрібна торгівля — 21,8 %, транспорт — 13,2 %, мистецтво, розваги та відпочинок — 8,5 %.